# ماندا (غينيا)
ماندا، غينيا هي مدينة ومحافظة فرعية في محافظة ليلوما في منطقة لابي في شمال وسط غينيا. 